# Stranglehold
Stranglehold, ou John Woo Presents Stranglehold, é um jogo de tiro em terceira pessoa desenvolvido pela Midway Games, lançado no final de 2007 para Microsoft Windows, PlayStation 3 e Xbox 360. Ele foi o primeiro jogo da Midway a usar Unreal Engine 3, e foi desenvolvido em colaboração com John Woo.  Stranglehold é a sequela do filme de ação de Woo, Hard Boiled, de 1992.